# René Bouvret
René Bouvret (Gray, 26 novembre 1920 - Mort pour la France à Hauteville-Lompnes le 4 janvier 1944) est un résistant français, Compagnon de la Libération. Engagé volontaire dans l'armée de l'air, il est encore en formation au moment où la Wehrmacht envahit la France. N'ayant pas eu l'occasion de combattre, il s'engage dans la résistance et assure les liaisons radio entre Londres et les réseaux locaux avant de se suicider lorsqu'il est sur le point d'être capturé par la Gestapo.

## Biographie

### Jeunesse et engagement
René Bouvret naît le 26 novembre 1920 à Gray en Haute-Saône. Après avoir étudié en lycée technique, il réalise un stage dans une usine de Pont-à-Mousson pendant un an puis commence à travailler comme dessinateur industriel dans son département natal. En août 1939, il s'engage volontairement dans l'armée de l'air française en devançant son appel. Fort de son expérience dans l'industrie, il sert comme mécanicien.

### Seconde Guerre mondiale
Parvenant jusqu'au grade de caporal-chef, il obtient en avril 1940 un brevet de radiotélégraphiste à l'école des mécaniciens de Rochefort puis en juin suivant il est breveté de l'école de radio-navigants de Saint-Jean-d'Angély. Ayant passé sa formation pendant la bataille de France, l'avancée des allemands et l'armistice du 22 juin 1940 ne lui donnent pas l'occasion de combattre et il est replié au Fort Saint-Jean de Lyon. À l'expiration de son contrat en août 1942, il est démobilisé mais, désireux de poursuivre la lutte, il s'engage dans la Résistance intérieure. Mettant à profit ses formation de radiotélégraphiste, René Bouvret devient chef-opérateur radio de la Wireless Transmissions, central radio créé par Jean Moulin afin d'améliorer les liaisons avec Londres. Il opère également au profit du BCRA en assurant les liaisons radio des sections d'atterrissages-parachutages du Rhône, de l'Ain et du Gard. Pour des raisons de sécurité, il se déplace constamment entre plusieurs lieux d'émission tels que Louhans, Montélimar ou Ambérieu-en-Bugey. De juillet à décembre 1943, Bouvret est contraint de cesser provisoirement ses activités, se retrouvant isolé à la suite de l'arrestation d'André Montaut, chef de la Wireless Transmission. Il reprend ses émissions dans les secteurs d'Ambérieux, Chambéry et Culoz et travaille au profit du maquis de l'Ain. Ses actions lui valent d'être activement recherché par la Gestapo.
Le 4 janvier 1944, alors qu'il a installé son poste d'émission dans la maison de son adjoint à Hauteville-Lompnes, une dénonciation permet à la Gestapo d'encercler le poste. Afin de ne pas être capturé et de préserver les secrets de ses réseaux, René Bouvret se suicide d'une balle dans la tête. D'abord inhumé à Hauteville, son corps est ensuite transféré au carré militaire du cimetière de Thiais.

## Décorations
|  |  |  |
|  |  |  |

| Chevalier de la Légion d'honneur                 | Chevalier de la Légion d'honneur | Compagnon de la Libération | Compagnon de la Libération | Croix de guerre 1939-1945 | Croix de guerre 1939-1945 |
| Médaille de la Résistance française Avec rosette |                                  |                            |                            |                           |                           |